# Georgi Jakowlewitsch Martynjuk
Georgi Jakowlewitsch Martynjuk (russisch Георгий Яковлевич Мартынюк; * 3. März 1940 in Tschkalow; † 13. Februar 2014 in Moskau) war ein sowjetisch-russischer Schauspieler.

## Leben
Martynjuk absolvierte 1962 die Russische Akademie für Theaterkunst und war anschließend Schauspieler am Moskauer Dramatischen Theater Na Maloj Bronnoj, an dem er in mehr als 60 Rollen spielte. Er war mit der Schauspielerin Walentina Martynjuk verheiratet. Bekannt wurde er in der Sowjetunion vor allem durch die Rolle des Obersten Znamenski in der populären Kriminalfernsehserie ZnaToKi ermitteln. Der Titel der Serie leitet sich aus den Anfangssilben der Protagonisten ab, den Mitarbeitern der Moskauer Miliz Ermittler Znamenski, Kriminalinspektor Tomin (Leonid Kanewski) und Forensikerin Kibrit (Elsa Leschdej).
Der Schauspieler starb nach langer Krankheit in Moskau.

## Auszeichnungen
- Verdienter Künstler der RSFSR (30. September 1981)
- Orden der Freundschaft (2. Oktober 1996)
- Volkskünstler Russlands (19. Mai 2003)[2]

## Filmografie (Auswahl)
- 1963: Die Stille (russisch: Тишина)
- 1964: Es lebte einmal ein alter Mann mit seiner Alten (russisch: Жили-были старик со старухой)
- 1965: Schneesturm (russisch: Метель)
- 1968: Schild und Schwert (russisch: Щит и меч)
- 1972: Der Tag meiner Söhne (russisch:  День моих сыновей)
- 1984: Die erste Reiterarmee (russisch: Первая конная)
- 1971–2003: ZnaToKi ermitteln (russisch: Следствие ведут ЗнаТоКи), 24 Filme